# دیونه (قمر)
دیونه(به انگلیسی: Dione) (‎daɪˈoʊni,‏ به یونانی Διώνη)قمر طبیعی کیوان است که توسط جیوانی کاسینی و در سال ۱۶۸۴ کشف شد.

## نگارخانه

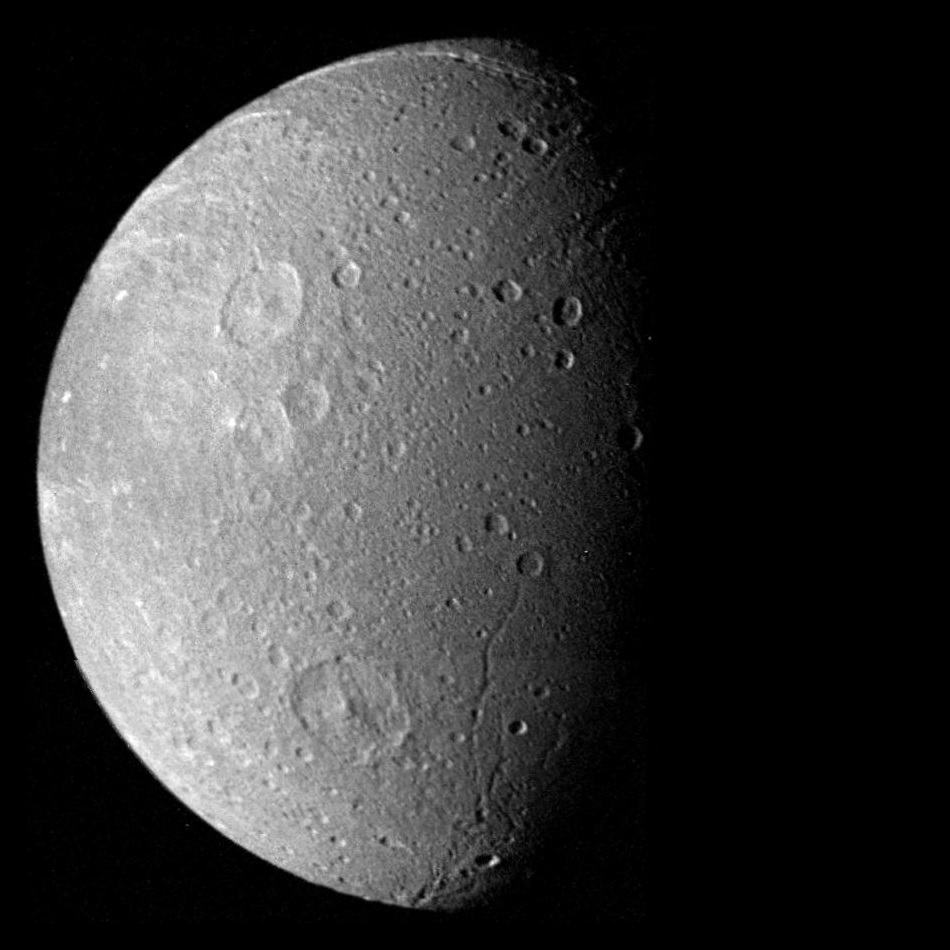
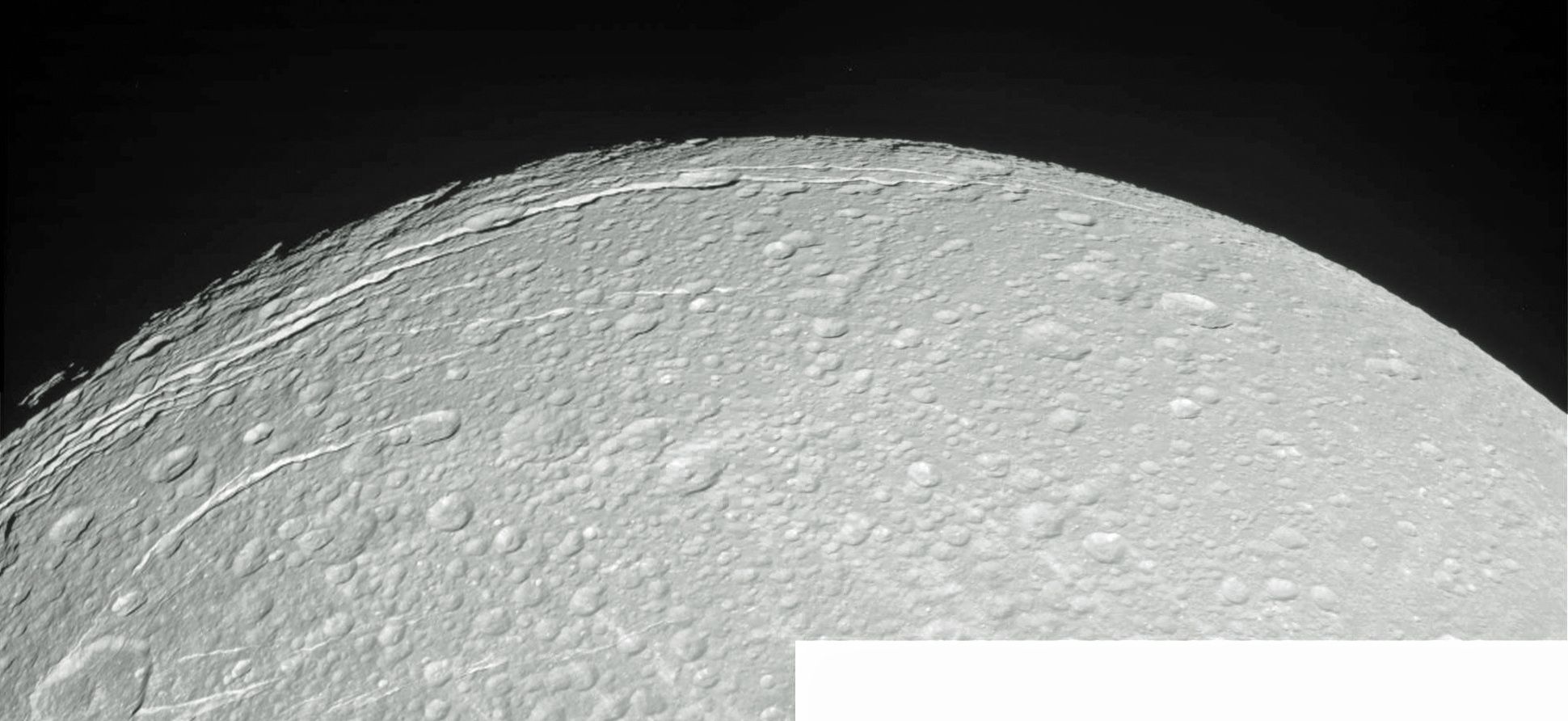
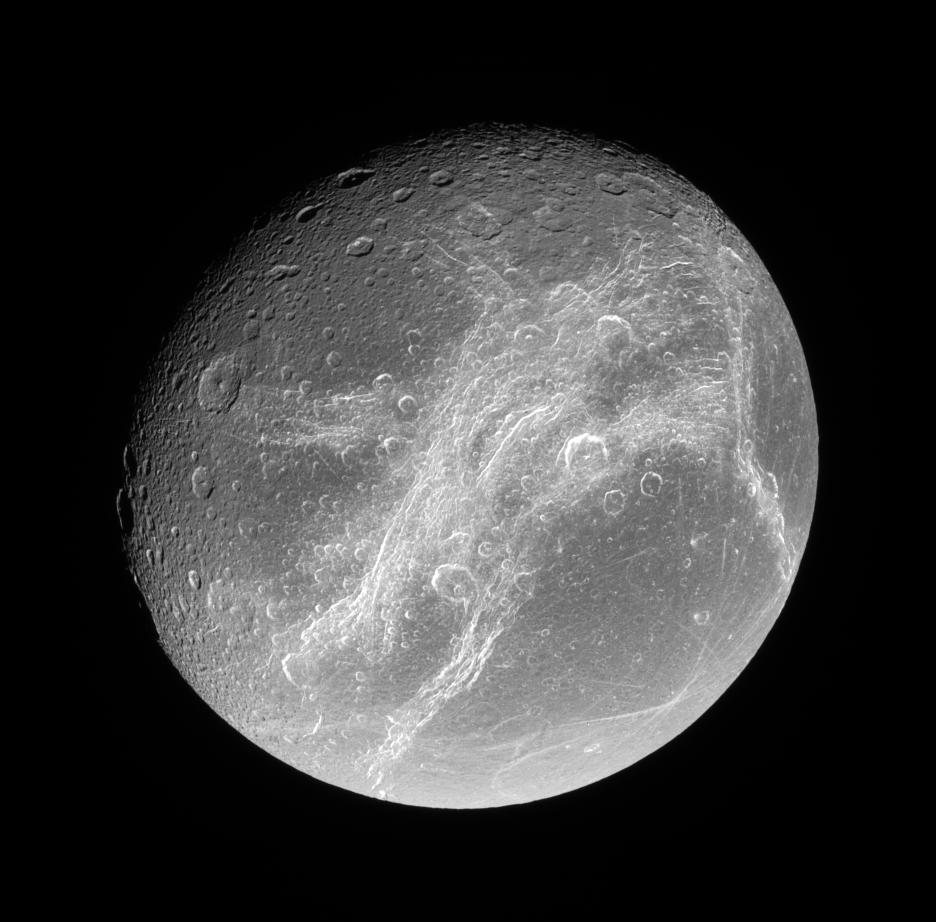
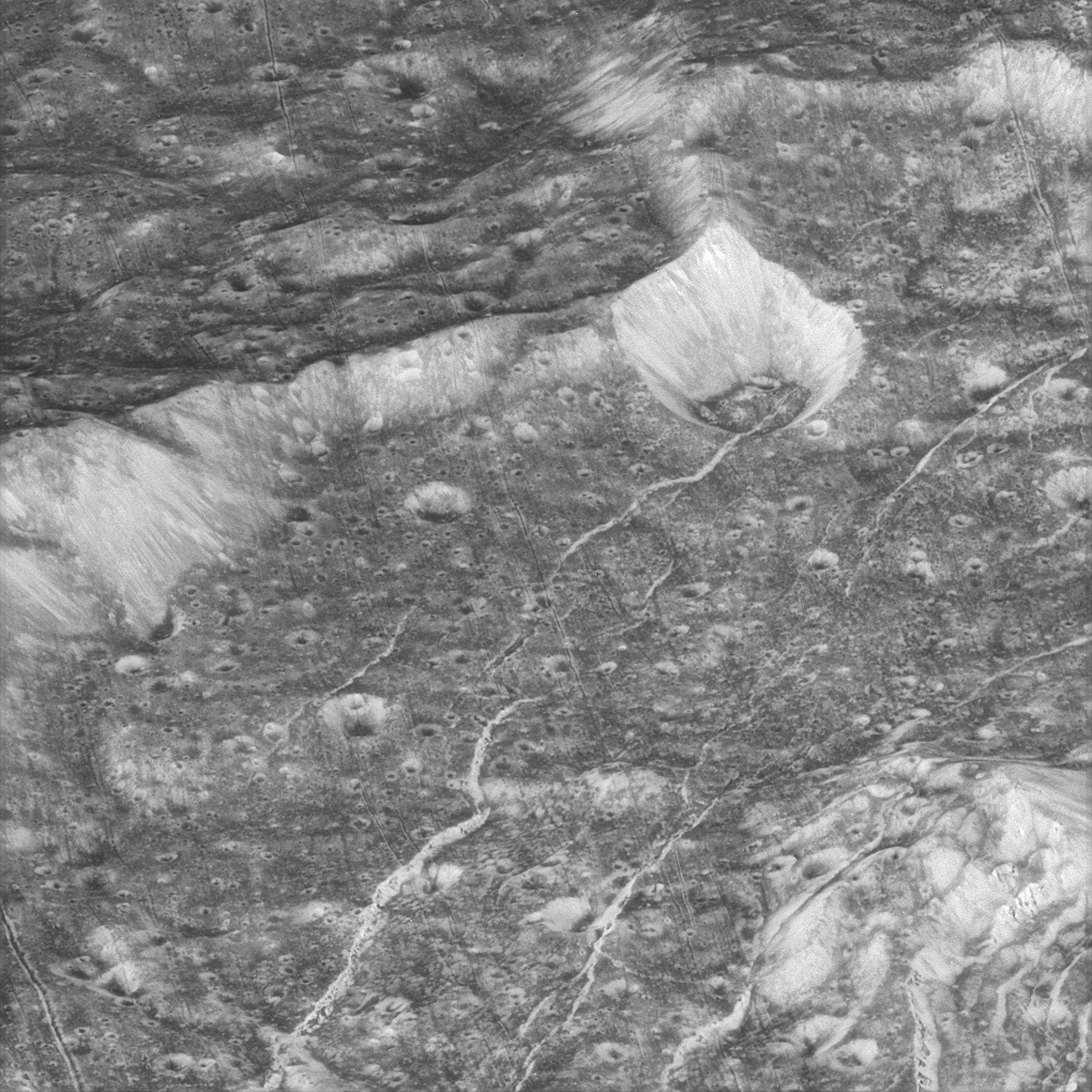
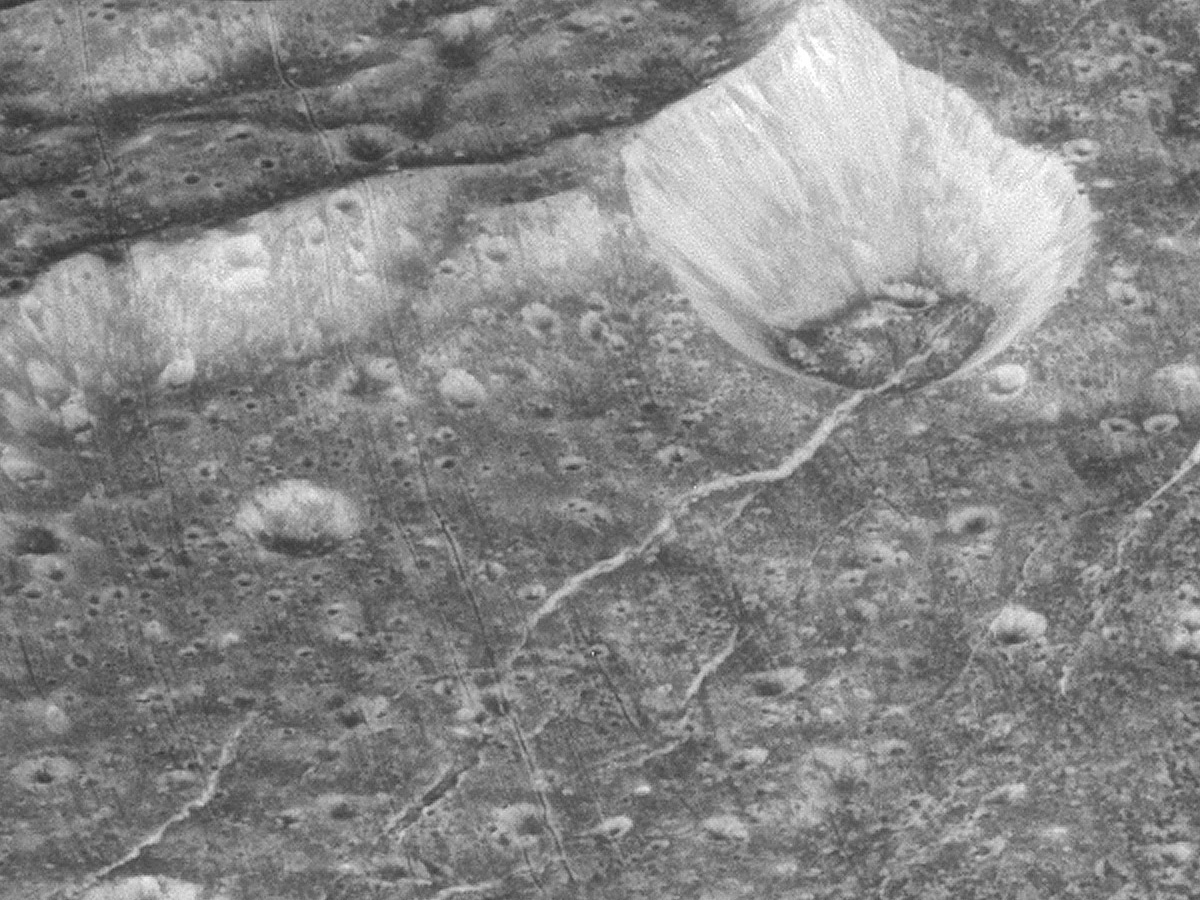
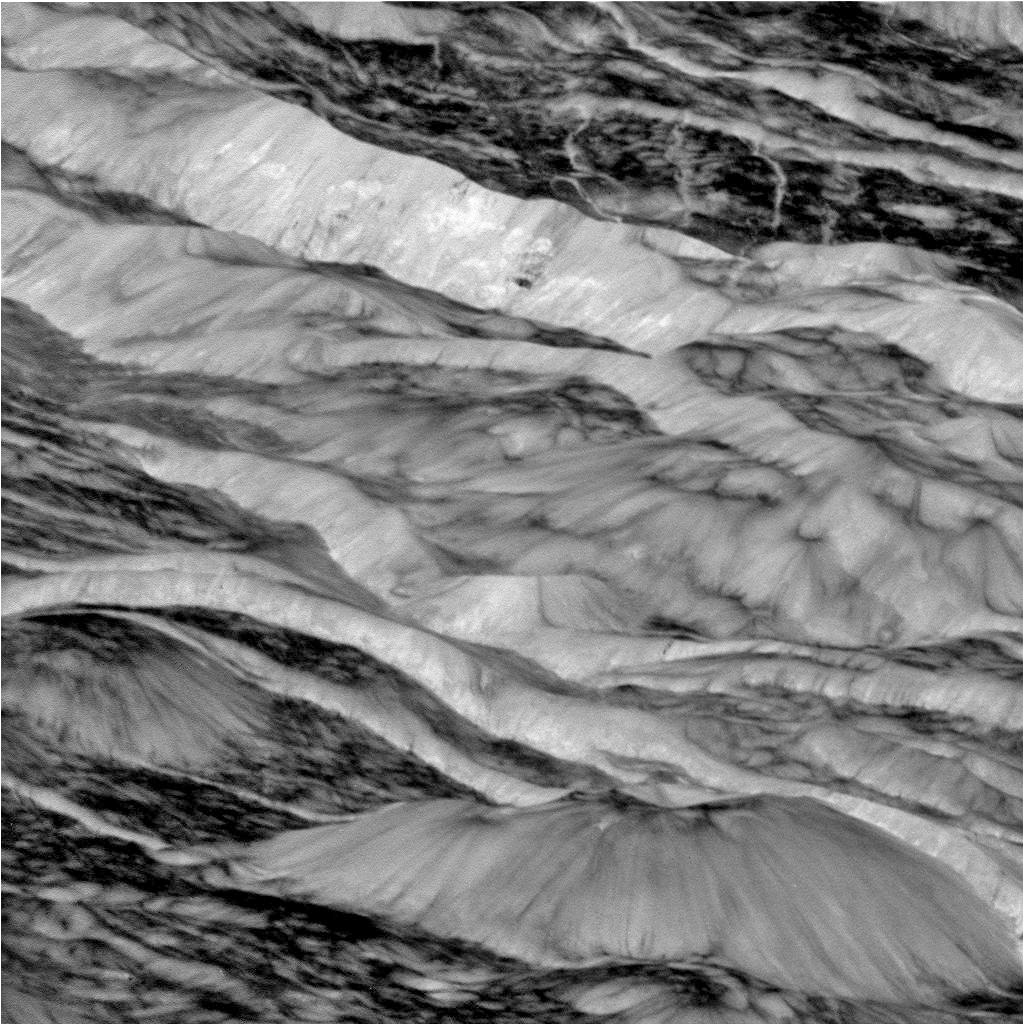
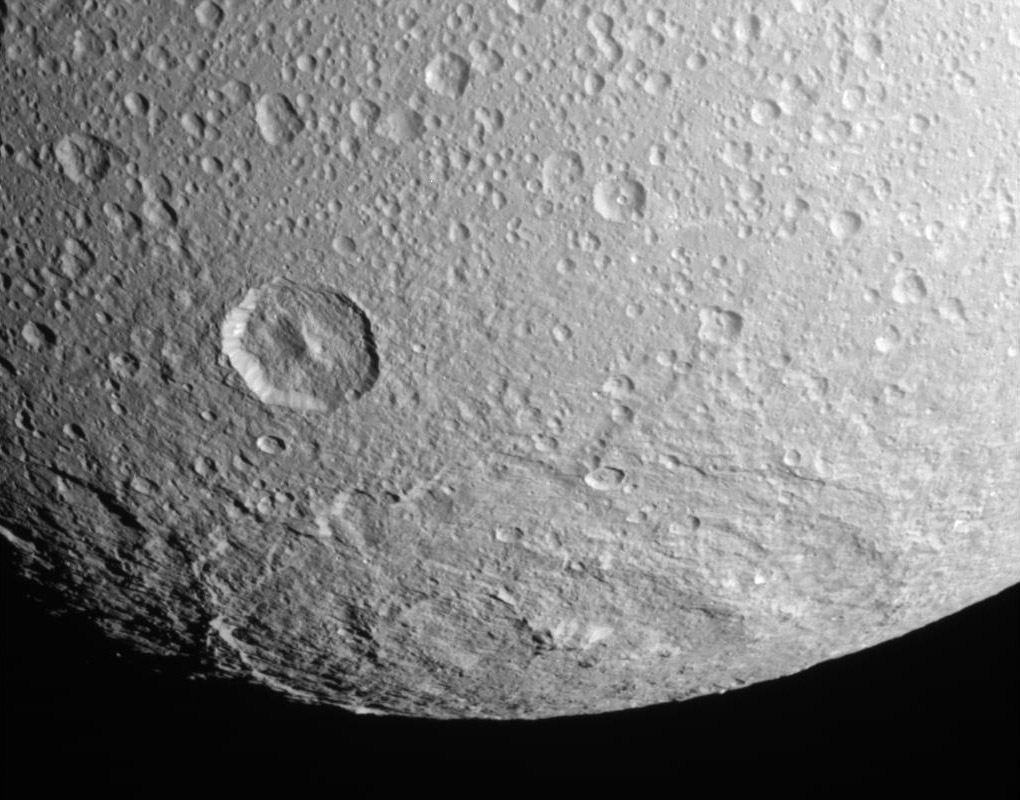